# Коновалов, Юрий Степанович
Ю́рий Степа́нович Конова́лов (3 февраля 1970, Челябинск, СССР) — советский и российский футболист, нападающий.

## Карьера
Воспитанник челябинского футбола. Выступал за клубы «Челябинск», «Ротор», нижегородский «Локомотив», камышинскую «Энергию», волжское «Торпедо», «Томь» Томск, «Носту» Новотроицк, уфимский «Строитель».
Окончил волгоградскую государственную академию физической культуры.
С 2004 года работает детским тренером-преподавателем в СДЮСШОР № 3. С 2007 года работает в Академии футбола города Челябинск.

## Достижения
- Серебряный призёр чемпионат России: 1993.[источник не указан 4166 дней]